# Rosário Oeste (ort)
Rosário Oeste är en ort i Brasilien.   Den ligger i kommunen Rosário Oeste och delstaten Mato Grosso, i den centrala delen av landet, 900 km väster om huvudstaden Brasília. Rosário Oeste ligger 201 meter över havet och antalet invånare är 10 468.
Terrängen runt Rosário Oeste är platt åt sydost, men åt nordväst är den kuperad. Närmaste större samhälle är Nobres, 16,7 km nordost om Rosário Oeste.
Omgivningarna runt Rosário Oeste är huvudsakligen savann. Runt Rosário Oeste är det glesbefolkat, med 10 invånare per kvadratkilometer.